# Lake Bronson
Lake Bronson – miasto w Stanach Zjednoczonych, w stanie Minnesota, w hrabstwie Kittson.